# Дилан Минет
Дилан Кристофер Минет (енгл. Dylan Christopher Minnette; Евансвил, 29. децембар 1996) амерички је глумац и музичар. Познат је по улози Клеја Џенсена у серији 13 разлога (2017—2020). Члан је рок групе Wallows.

## Биографија
Минет је рођен у Евансвил, Индијана, као јединац Робин (Мејкер) и Крејга Минета. Преселио се у Шампејн, Илиноис, где је живео пет година, а затим у Лос Анђелес да се окуша у глуми.
Од 2014. у вези је са Керис Дорси коју је упознао на снимању серије Александар и грозни, очајни, не добар, врло лош дан.

## Каријера

### Обавезе
Минетова прва улога је била једна епизода из Дрејк и Џош. Он се појавио на каналу НБЦ у оригиналном филму године без Деда Мраза, као неименовани лик Фред Клаус, као Тод Лион у филму група, и као Ноје Фрем у снег другаре. Значајне улоге Минета на телевизији укључују младу верзију лика Мајкла Скофилда на бекство из затвора и карактер Клеја Нормана на спасење. Он је играо силеџију по имену Кени у дозволите ми да уђем, римејк шведске, пусти ме унутра, објављен у октобру 2010. године. Он је такође играо улогу Џерија Гранта-јр на каналу АБЦ скандал , као син Председника. Минет се такође појавио у неколико реклама и у четири епизоде изгубиљени као Џеков син у алтернативној реалности. Минет се такође појавио у "Врана и лептир" видеу рок-групе диверзија. У 2017. години, Минет је глумио у улози Клеј Џенсен у компанији Нетфликс оригиналне серије 13 разлога зашто.

### ТВ
| Годину        | Име              | Улога       | Напомене                 |
| ------------- | ---------------- | ----------- | ------------------------ |
| 2017–до данас | 13 Разлога Зашто | Clay Jensen | Водећу улогу; 13 епизода |